# Hale Valley
Das Hale Valley ist ein Tal in den Darwin Mountains des Transantarktischen Gebirges. Es ist das nördlichste dreier eisfreier Täler östlich des Midnight-Plateau und liegt unmittelbar südlich des Kennett Ridge.
Das Advisory Committee on Antarctic Names benannte es 2001 nach dem Flechtenforscher Mason Ellsworth Hale Jr. (1928–1990), der ab den 1980er Jahren in sechs antarktischen Sommerkampagnen in den Antarktischen Trockentälern tätig war.